# Jörg Hartung (Synchronautor)
Jörg Hartung (* 26. Juli 1957 in Berlin) ist ein deutscher Synchronautor.

## Ausbildung und Beruf
Nach Abschluss der Polytechnischen Oberschule 1974 und einer Ausbildung zum Baufacharbeiter mit Schwerpunkt Fertigteilbau arbeitete Jörg Hartung als Maurer. Parallel zu seiner Arbeit besuchte er die Volkshochschule in Berlin und machte 1979 das Abitur. Es folgten redaktionelle Tätigkeiten beim Rundfunk und im VEB Verlag Technik, begleitet von journalistischen Lehrgängen. Im Jahre 1983 begann Hartung ein Studium der Germanistik an der Humboldt-Universität zu Berlin, er schloss es 1988 mit einer Diplomarbeit zur mündlichen Kommunikation ab.
Seit 1988 ist Hartung Dialogautor für Synchronfassungen fremdsprachiger Filme. Außerdem arbeitet er als Schlussredakteur, Korrektor und als Fremdenführer in Berlin.

## Synchronarbeiten
Jörg Hartung wirkte als Synchronbuchautor an über 200 Filmen und über 50 Fernsehserien mit (Stand Februar 2024).

### Filme (Auswahl)
- Glücklich und verliebt (2. Synchronfassung)
- Kleiner Laden voller Schrecken (2. Synchronfassung)
- Das Blut der Anderen
- Das Leben ist schön
- Good Will Hunting
- Henry VIII
- Papa gibt Gas – Eine Familie ist nicht zu stoppen
- Das Massaker von Katyn
- Der große Crash – Margin Call
- The Meyerowitz Stories (New and Selected)
- Detective Dee und die Legende der vier himmlischen Könige
- Greta
- Pinocchio
- The Innocents
- The King’s Daughter[2]

### Fernsehserien (Auswahl)
- Lou Grant
- Ein Mountie in Chicago
- Weihnachtsmann & Co. KG
- The L Word – Wenn Frauen Frauen lieben
- Father Brown
- Stadtgeschichten[2]

Von Hartung stammen die deutschen Dialoge für das Hörspiel The Guilty nach dem dänischen Kinofilm The Guilty.